# Alfa Romeo 8C Competizione Touring Disco Volante
L'Alfa Romeo Disco Volante by Touring è una dream car realizzata sulla meccanica della 8C Competizione, costruita dalla Carrozzeria Touring nel 2013.

## Profilo e contesto
Il nome del modello deriva dall'omonima vettura degli anni cinquanta ed è stata prefigurata dalla concept car Touring Superleggera Disco Volante del 2012. La linea della carrozzeria è influenzata dal modello citato, mentre il telaio in acciaio e la meccanica derivano da quelli dell'Alfa Romeo 8C Competizione. La carrozzeria è del tipo coupé a due porte.

## Caratteristiche tecniche
Il modello è dotato di un motore V8 da 4,7 litri di cilindrata montato anteriormente che eroga 450 CV di potenza e 480 Nm di coppia. La trazione è posteriore ed il cambio è sequenziale a sei rapporti. La trasmissione è transaxle con differenziale a scorrimento limitato mentre le sospensioni, che sono in alluminio, sono indipendenti a quadrilatero.
Il modello è in grado di accelerare da 0 a 100 km/h in 4,2 secondi e di raggiungere una velocità massima di 290 km/h.

## Disco Volante spyder
Al Salone di Ginevra 2016 è stata presentata la variante spyder, prodotta in sette esemplari. Si basa anche lei, come la versione coupé, sull'Alfa Romeo 8C Competizione, di cui monta il motore da 450 cavalli, di derivazione Maserati.

## Riconoscimenti
- 2013 - Villa D'Este Design Concept Award & Prototypes al Concorso d'eleganza Villa d'Este[4]
- 2016 - Design Award 2016 al Concorso d'eleganza Villa d'Este - Alfa Romeo Disco Volante Spyder[5]
- 2016 - Spirit of Motoring Award al Windsor Concours of Elegance 2016 - Alfa Romeo Disco Volante Spyder[6][7]